# Zákula japonská
Zákula japonská (Kerria japonica) je jediný druh rodu zákula (Kerria) z čeledi růžovité (Rosaceae). Opadavý keř původem z východní Asie (Japonsko, Čína a Korea) je pojmenován po anglickém zahradníkovi Williamu Kerrovi, který jej přivezl do Evropy. Rostlinu původně popsal Carl Peter Thunberg podle materiálu sebraného v roce 1776 v Japonsku (proto druhové jméno japonica). Oblíbená okrasná zahradní dřevina.

## Popis
Opadavý a výběžkatý vzpřímený keř vysoký 1–3 m, větve zelené a lesklé, tenké, pupeny hnědavě zelené. Palisty jsou šídlovitě čárkovité, brzy opadávající. Listy jsou trojúhle vejčité, vejčitě kopinaté či podlouhle kopinaté, zašpičatělé, 2× hrubě pilovité, 2–7 (až 10) cm dlouhé, živě zelené, naspodu pýřité a bledší; báze zaoblená, uťatá nebo slabě srdčitá, řapíky 3–10 (až 15) mm dlouhé. Květy jednotlivé, zlatožluté, stopkaté, pětičetné, 3–6 cm široké, kalich pěticípý, kališní lístky velké, vejčité, špičaté, žláznatě pilovité, koruna pětičetná, korunní lístky široce eliptické, podlouhlé až okrouhlé, 8–20 mm dlouhé, tupé, krátce nehetnaté, čnělky nitkovité. Kvete v květnu až červenci. Plody jsou suché nažky, 5 mm dlouhé, hnědočerné, obvejcovité nebo polokulovité, lysé. Borka bohatě odnožujícího keře je dekorativní.
Rostlina nejlépe roste na plném slunci a má ráda dostatek vápníku. Snese až −29 °C. Bohatě odnožuje a časté seřezávání podporuje růst i vzhled.

## Taxonomie
Vědecká synonyma
- Corchorus japonicus (L.) Thunb.
- Kerria japonica var. denticulata L. C. Wang & X. G. Sun
- Kerria japonica var. typica Makino
- Rubus japonicus L.
- Spiraea japonica Desv.

Podřízené taxony – kultivary
- Kerria japonica 'Albescens' (květy bílé);
- Kerria japonica 'Aureovariegata' (středně velký, hustě větvený keř až 170 cm vysoký; listy 2–4 × 1–3 cm velké, nepravidelně zubaté až zastřihované, nepravidelně žlutavě lemované; květy jednoduché, zlatožluté);
- Kerria japonica 'Aureovittata' (vzrůst široký a nízký; výhony zelené, žlutě pruhované);
- Kerria japonica 'Cat’s Eye' (výška rostlin 60–90 cm; květy velké, zlatožluté – podobně jako kultivar 'Shannon'; listy úzce bíle olemované);
- Kerria japonica 'Chiba Gold' (květy zlaté, kontrastují nepříliš výrazně s citrónově kartouzovými a bledě citrónovými odstíny listů; vhodná ke kombinaci s tmavěji vybarvenou vegetací);
- Kerria japonica 'Geisha' (velikost rostlin asi 150 × 150 cm, listy nepravidelně zlatě postříkané, květy zcela plné, oranžovožluté; kvete v květnu; atraktivní zelené kmínky, nápadné zejména v zimě);
- Kerria japonica 'Golden Guinea' (květy velké, jednoduché, zlatožluté);
- Kerria japonica 'Kin-Kan' (velikost rostlin asi 150–180 cm, květy tmavě žluté, jednoduché, kvete v dubnu spolu s rašením listů; kmínky zelené s vertikálními žlutými proužky, pestrost je proměnlivá – od zcela krémových po zcela zelené);
- Kerria japonica 'Picta' (výška kolem 150 cm, roste slaběji; listy šedozelené, bělavě lemované; špatně kvete, květy jasně žluté);
- Kerria japonica 'Pleniflora' (plnokvětá, robustnější, vyšší než formy s jednoduchými květy, vzrůst přísně vzpřímený; nejznámější a nejrozšířenější plnokvětý kultivar);
- Kerria japonica 'White Cloud' (poměrně nízko rostoucí, habitus široký, listy bíle skvrnité a pomoučené; květy bílé).

## Ekologie
V domovině roste v křovinatých porostech podhorských a horských svahů, v pásmu od 200 do 3000 m n. m.
Zákula byla introdukována z Číny asi v roce 1834, dávno předtím však byla známa a pěstována v Japonsku. Praha byla jedním z prvních evropských měst, kde se zákula začala po introdukci pěstovat.

## Pěstování

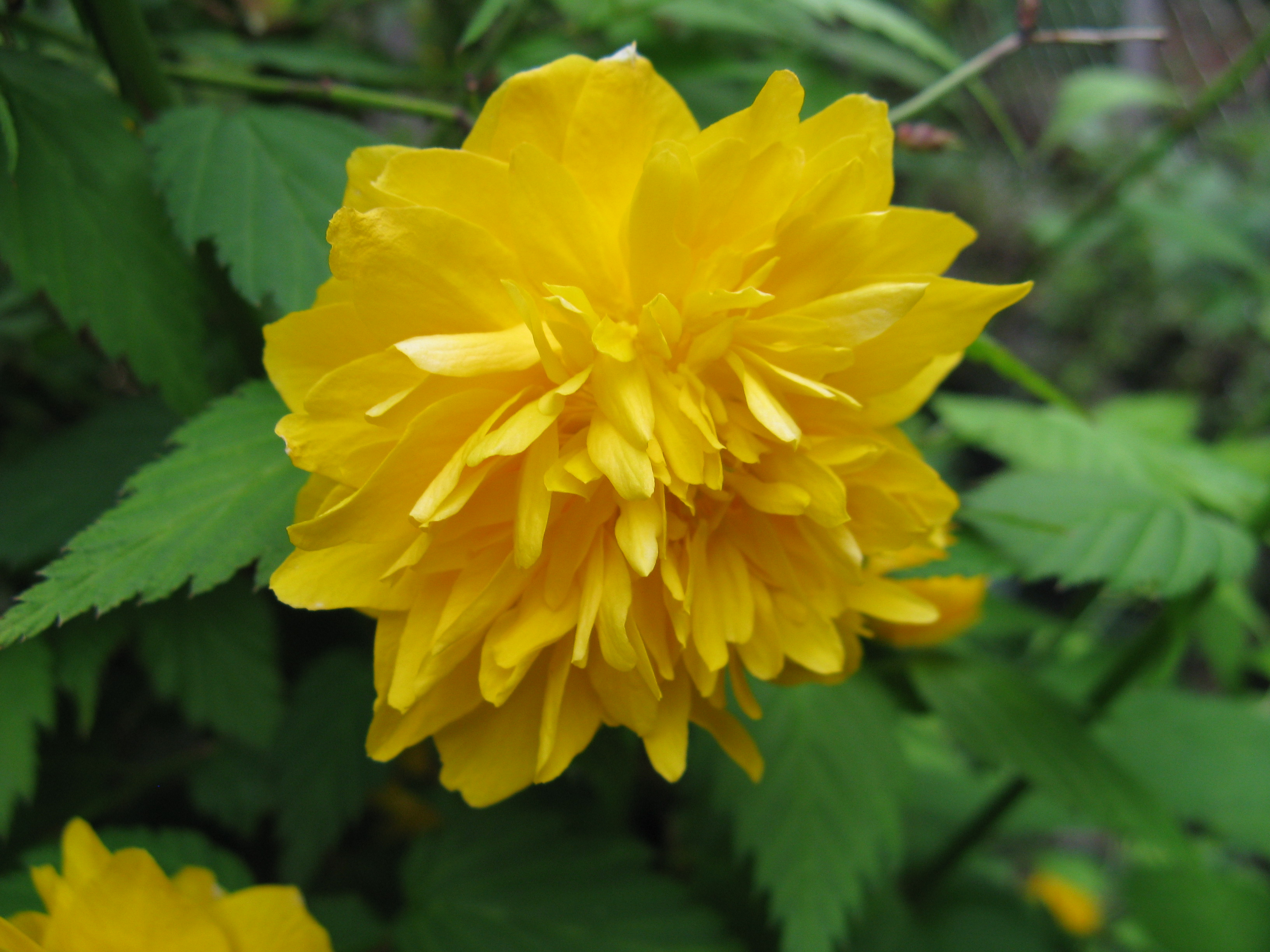
Kerria japonica

V České republice se pěstuje zejména plnokvětý kultivar zákuly Kerria japonica 'Pleniflora'. Je vzrůstnější než základní druh s jednoduchými květy. Opadavý keř je vysoký do 2,5 m. Světle zelené vejčité listy jsou na okrajích dvakrát ostře pilovité, na bázi vejčité až klínovitě stažené ke krátkému řapíku, na vrcholku s prodlouženou špičkou. Kvete v květnu až v červnu. Kalich je v době květu odstálý, 0,5 cm dlouhý. Žluté květy jsou široké do 4–5 cm, s obvejčitými korunními lístky dlouhými do 2 cm, na bázi nehetnatě staženými. Plodem je nažka. Rostlina může namrzat, ale dobře regeneruje. Na podzim může remontovat (opakovaně kvést).
Přírodní botanická forma s jednoduchými květy se pěstuje méně často. Vermeulen uvádí, že plné květy kultivaru 'Pleniflora' nemají tentýž půvab jako květy původní zákuly připomínající květy pryskyřníku. Původní druh zákuly – Kerria japonica, (L.) DC. – je po odkvětu vhodné prořezat, nejlépe odstraněním starých větví u paty keře. Zmlazování je potřebné, tříleté výhony již zpravidla odumírají.

### Nároky
Spíše teplomilná dřevina. Při pěstování v mírném pásmu zákula roste dobře na slunci i v polostínu. Vhodná je propustná, humózní až hlinitá půda, dostatečně vlhká a zásobená živinami. Daří se jí v neutrální až mírně zásadité půdě (snese i mírně kyselou). Snáší exhalace. Dobře snáší řez, ale většinou jej nevyžaduje. Vyžaduje občasné zmlazení. Obvykle netrpí škůdci. Rostlina je mírně expanzivní, rozrůstá se podzemními výběžky a odnožemi.
Zákulu lze pěstovat i v nádobách. Je však třeba zabránit promrzání obalením nádoby nebo nádobu zapustit do země a rostlinu hojněji zalévat.

### Rozmnožování
Rozmnožuje se řízkováním dřevitými i bylinnými řízky a odkopky.

## Uplatnění
Zákula se hodí do zahrad a parků jako solitéra, do smíšených skupin, kolem vyšších stromovitých porostů, do volně rostoucích i tvarovaných živých plotů, větších alpín nebo do trvalkových výsadeb.

## Obrázky

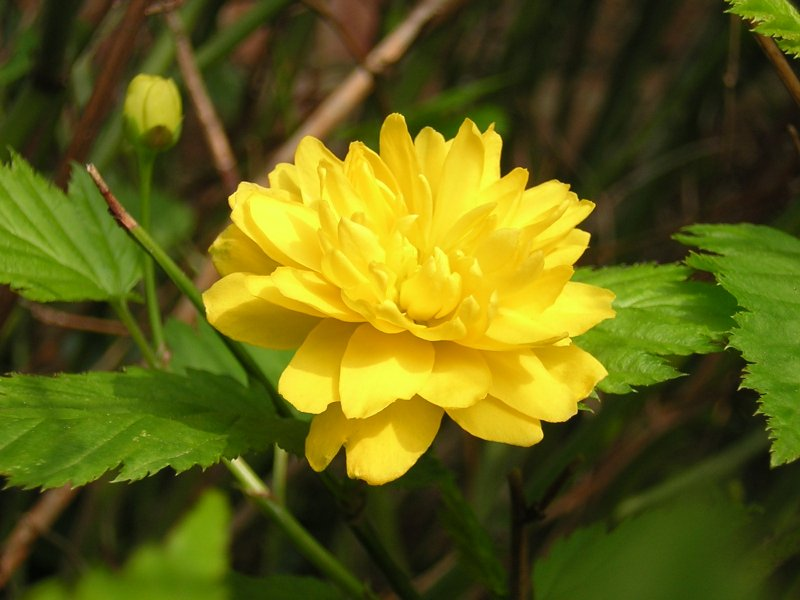
Z kultivarů je nejoblíbenější zákula japonská 'Pleniflora'